# Antipass Kwari

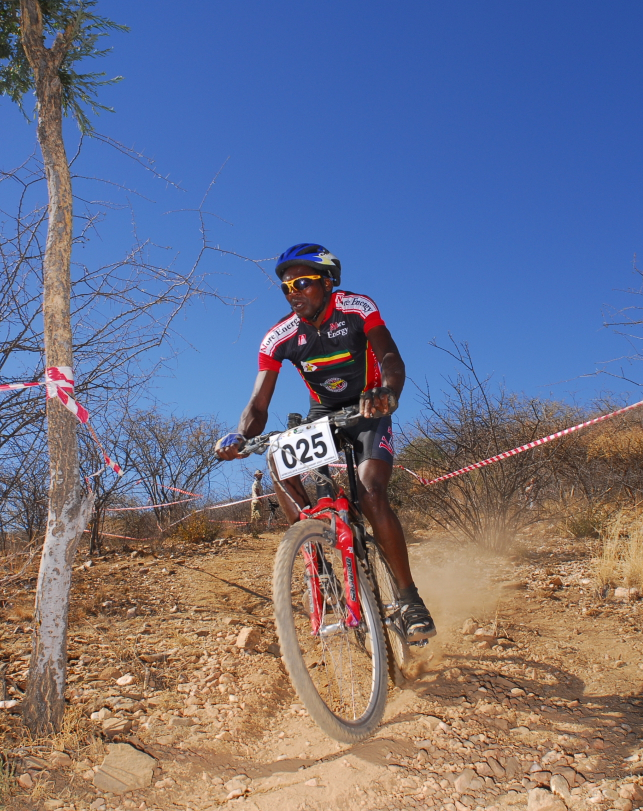
Antipass Kwari

Antipass Kwari (* 4. November 1975) ist ein ehemaliger simbabwischer Mountainbike- und Straßenradrennfahrer.
Antipass Kwari wurde 2004 bei den simbabwischen Straßenradmeisterschaften Zweiter im Einzelzeitfahren. In der Saison 2007 belegte er den dritten Platz im Straßenrennen. 2008 wurde Kwari Dritter der Gesamtwertung bei der Tour of Nyanga und erneut Dritter der nationalen Meisterschaft. Auf dem Mountainbike wurde er 2005 und 2008 simbabwischer Meister im Cross Country und nahm an den Olympischen Sommerspielen in Peking teil, wo er den 48. und letzten Platz belegte.

## Erfolge – Mountainbike
2004
- 2. Platz – Simbabwische Meisterschaften – Einzelzeitfahren

2005
- Simbabwischer Meister – Cross Country

2007
- 3. Platz – Simbabwische Meisterschaften – Straßenrennen

2008
- Simbabwischer Meister – Cross Country